# كلاين فيلاورن
كلاين فيلاورن (بالإنجليزية: Klein Wellhorn)‏ هو أحد جبال سلسلة جبال الألب البرنية وجزء من القمة الأم يقع في كانتون برن، سويسرا. يبلغ ارتفاع الجبل حوالي 2701 متر، بينما يبلغ ارتفاع نتوء الجبل 77 متر.